# Kramolna
Kramolna (deutsch Krumolna) ist eine Gemeinde in Tschechien. Sie liegt zwei Kilometer nordwestlich von Náchod und gehört zum Okres Náchod.

## Geschichte
Das Dorf Kramolna wurde erstmals 1415 erwähnt. Es gehörte zur Herrschaft Nachod, mit der es bis 1848 verbunden blieb. Für das Jahr 1651 sind 42 Einwohner nachgewiesen, von denen zwei als Gärtner und die restlichen als Chalupner bezeichnet wurden. Für die erste Hälfte des 18. Jahrhunderts sind ein herrschaftliches Forsthaus sowie sieben Fischteiche nachgewiesen.
Im Siebenjährigen Krieg fiel am 17. September 1756 der preußische Generalleutnant Otto Magnus von Schwerin mit seinem Regiment in das Nachoder Gebiet ein. Es bestand aus 35.000 Soldaten, die nördlich der Dörfer Vysokov und Kramolna lagerten. Ende Juli 1758 fanden in diesem Gebiet Kämpfe zwischen den kaiserlichen und preußischen Truppen statt.
Im Bayerischen Erbfolgekrieg 1778 wohnte der preußische König Friedrich II. einige Tage im Haus Nr. 39 in Kramolna. Beim Rückzug aus Russland 1813 zogen napoleonische, im Deutschen Krieg 1866 preußische und kaiserliche Truppen durch Kramolna.
Nach Aufhebung der Patrimonialherrschaften bildeten Kramolna, Trubějov und Lhotky eine Gemeinde. Obwohl Kramolna eine höhere Einwohnerzahl hatte, war die Gemeindeverwaltung in Trubějov. Auf Antrag der Bewohner von Kramolna wurde dieses 1876 eine selbständige Gemeinde. Wirtschaftlich bedeutsam war neben der Landwirtschaft die Hausweberei. 1883 wurde die Freiwillige Feuerwehr gegründet. Von 1961 bis 1970 gehörte Kramolna wiederum zur Gemeinde Trubějov. 1965 hatte Kramolna 516 Einwohner.

### Ortsteil Trubějov
Trubějov gehörte ebenfalls zur Herrschaft Nachod. Erstmals erwähnt wurde es 1402. 1965 hatte es 163 Einwohner.

### Ortsteil Lhotky
In Lhotky befanden sich ein Gutshof (Lhotecký dvůr) sowie mehrere Häuser, in denen die Gutsbediensteten wohnten. Die zugehörigen Liegenschaften gehörten bis zur Parzellierung durch die tschechoslowakische Bodenreform von 1921 zur Herrschaft Nachod. 1965 hatte Lhotky 117 Einwohner.

## Sehenswürdigkeiten
- Die Marien-Kapelle in Kramolna wurde im 18. Jahrhundert im Barockstil errichtet und später stilistisch verändert.
- Die Tschechoslowakische Hussitische Kirche errichtete 1936 einen Glockenturm.

## Ortsteile
Zur Gemeinde Kramolna gehören die Ortsteile:
- Kramolna (Krumolna) mit Městská Kramolna (Städtisch Kramolna) und Pruty
- Trubějov (Trubijow)
- Lhotky (Lhotek)